# Antroponúvol
Un antroponúvol és un núvol originat per activitats humanes. Tot i que generalment es considera que la nuvolositat present al cel té un origen únicament natural, des del principi de la Revolució Industrial, l'ús a gran escala dels combustibles fòssils i les emanacions de vapor d'aigua i altres gasos procedents de centrals nuclears, tèrmiques i geotèrmiques comporten alteracions importants de les condicions atmosfèriques locals. En determinades ocasions, les noves condicions atmosfèriques poden generar la formació de núvols que no apareixerien de manera natural al cel.

## Formació

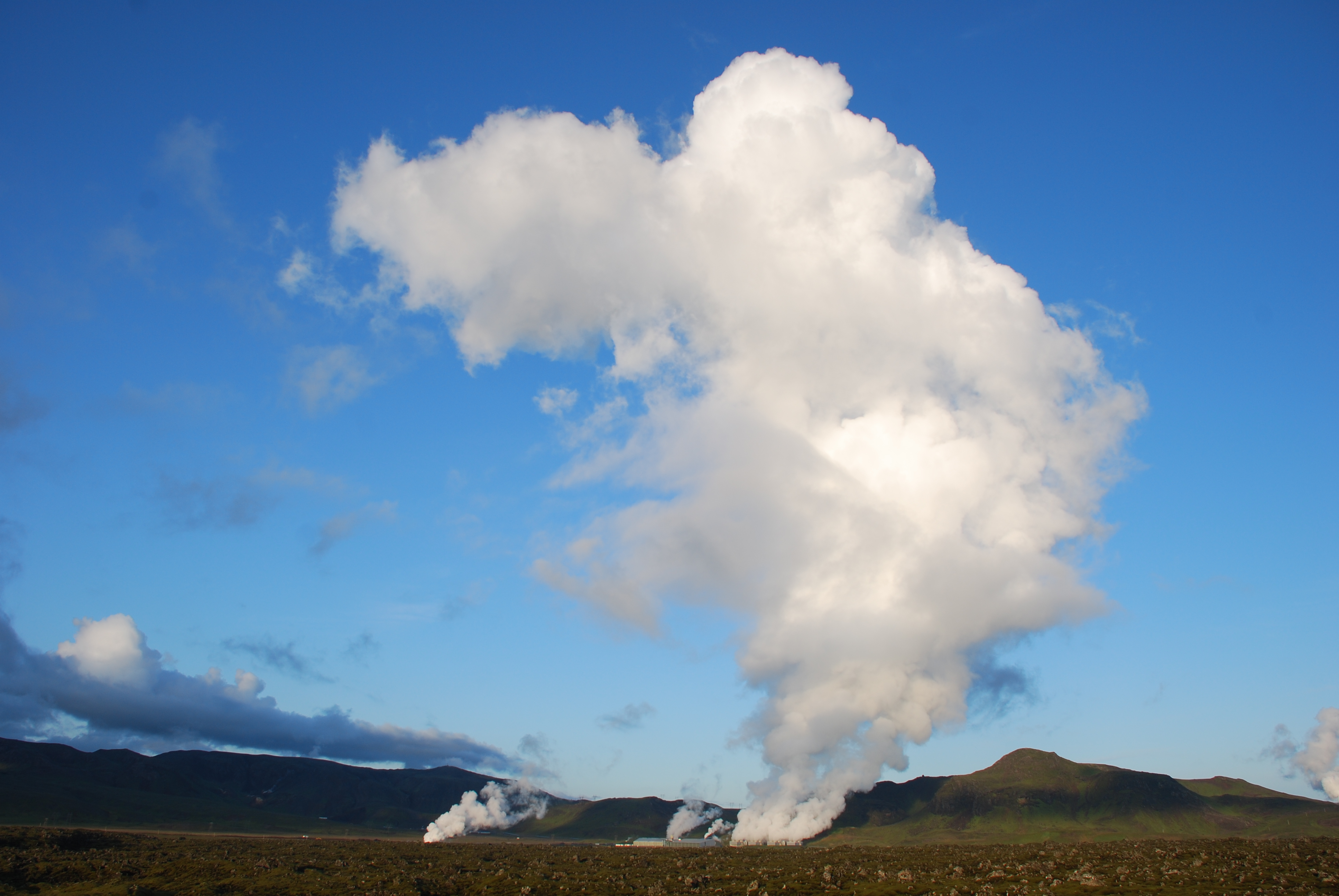
Antropocúmulus generat per la central geotèrmica de Nesjavellir (Islàndia, agost de 2009)

La formació d'un núvol requereix tres ingredients: (i) una certa quantitat d'aigua en forma de vapor; (ii) algun mecanisme que refredi l'aire fins a aconseguir que aquest arribi al punt de rosada i condensi en forma de petites gotes, o bé, si la temperatura és molt baixa, sublimi formant petits cristalls de gel a partir del vapor que conté; (iii) nuclis de condensació o nuclis de gel, és a dir, petites partícules sòlides que es mantenen en suspensió a l'aire, sobre les quals es formaran les gotes d'aigua fruit del procés de condensació o els cristalls de gel quan el procés que té lloc és la sublimació.
L'ús de combustibles fòssils afavoreix que es donin les tres condicions anteriors. Per una banda, la combustió de gasos, carbó o derivats del petroli genera diòxid de carboni, un dels principals gasos responsables de l'increment de l'efecte hivernacle, i vapor d'aigua. Aquest procés també comporta, a causa de les impureses presents en els combustibles i de la combustió imperfecta, que en major o menor mesura es produeixi en molts motors i calderes, la formació de petites partícules sòlides en suspensió. Aquestes partícules, sovint de la mida d'aerosols naturals, es comporten com nuclis de condensació o de gel. A més a més, tots els processos de combustió comporten un alliberament d'energia tèrmica que, si es produeix a gran escala, pot afavorir l'ascensió de l'aire càlid en ser menys dens que l'aire que l'envolta. Si bé tots els processos que comporten l'ús de combustibles fòssils generen els tres ingredients necessaris per a la formació de núvols, només determinades activitats humanes, com és el cas de les centrals tèrmiques o geotèrmiques, el vol dels avions comercials o les indústries petroquímiques, generen alteracions prou rellevants de les condicions atmosfèriques per formar núvols, que anomenarem antroponúvols atenent al seu origen.

## Nomenclatura
L'obra de referència en relació amb la nomenclatura dels núvols és l'International Cloud Atlas publicat per l'Organització Meteorològica Mundial, que recopila la proposta de noms que va realitzar Luke Howard a principi del s. XIX, i totes les modificacions i que s'han anat fent posteriorment. El nom científic de cada núvol és en llatí, i n'hi ha deu gèneres bàsics, que es diferencien a partir de la forma, color i altura. En el cas dels antroponúvols, la nomenclatura és exactament la mateixa que la dels núvols d'origen natural però anteposant el prefix anthropo- al nom del núvol corresponent (Mazon et al., 2012). Així, per exemple, un cumulus que sigui originat per una activitat humana ha de designar-se com anthropocmulus. En el cas de les abreviatures que es fan servir per anotar la nuvolositat durant les observacions meteorològiques, cal anteposar la lletra a- per diferenciar els núvols d'origen antròpic d'aquells que tenen un origen natural. Tornant a l'exemple anterior, un cumulus que normalment s'indica amb l'abreviatura Cu, caldrà anotar-lo com aCu quan sigui originat per una activitat humana.

## Tipus i classificació
La classificació internacional dels núvols en considera tres grans grups:
- núvols alts
- núvols mitjans
- núvols baixos

Analitzarem a continuació quins gèneres de cadascun d'aquests tres grups poden tenir un origen antròpic i quin és el procés de formació en cada cas.

### Antroponúvols alts
Els tres gèneres de núvols alts, els cirrus, els cirrocumulus i els cirrostratus, tot i tractar-se de núvols que es formen a la part més alta de la troposfera i, per tant, la més allunyada de la superfície terrestre, poden tenir un origen antròpic. En aquest cas, el procés que en causa la formació és gairebé sempre el mateix: la circulació d'avions comercials o militars a les seves altituds típiques de vol. Els gasos resultants de la combustió del querosè expulsats pels motors aporten vapor d'aigua a l'aire habitualment molt sec d'aquesta regió de la troposfera. A més a més, el fort contrast entre l'aire fred de les capes altes de la troposfera i l'aire calent i ric en vapor d'aigua expulsat pels motors dels avions provoca la ràpida sublimació del vapor d'aigua formant petits cristalls de gel. Aquest procés succeeix amb més facilitat, ja que es fa sobre els abundants nuclis de condensació producte de la combustió.

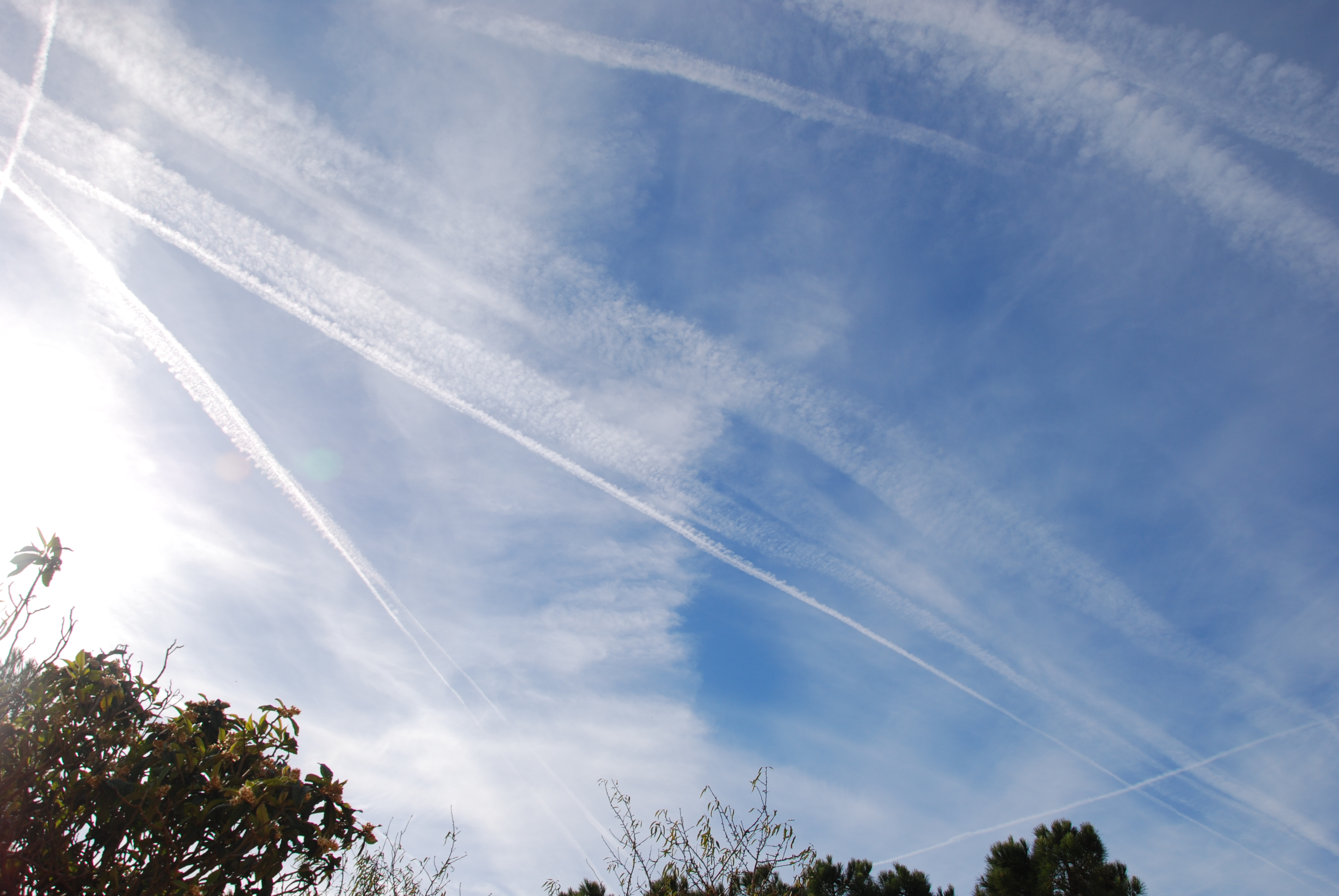
Anthropocirrocúmulus (aCc) i Anthropocirroestratus (aCs) sobre el cel de Barcelona (novembre de 2010).

El deixant de condensació (contrail en anglès) produeix inicialment un antroponúvol cirriforme lineal del gènere anthropocirrus (aCi). La forta diferència de temperatura entre l'aire expulsat pel motor dels avions i l'aire ambient per on circula l'avió genera processos de convecció a petita escala. Aquests processos afavoreixen que els deixants de condensació dels avions evolucionin amb rapidesa cap a anthropocirrocumulus (aCc), núvols amb forma de petits flocs de color blanc intens. Depenent de les condicions atmosfèriques existents a la part alta de la troposfera, aquests antroponúvols alts s'esvaeixen amb rapidesa o bé persisteixen. Quan l'aire és sec i estable les partícules que formen els antroponúvols alts s'evaporen amb molta rapidesa i només s'observen fins a uns centenars de metres de la cua de l'avió. Aquest procés és també indicatiu d'estabilitat atmosfèrica. D'altra banda, si la humitat és alta hi ha una sobresaturació sobre el gel i l'antroponúvol format es va eixamplant i pot persistir durant hores. Si l'antroponúvol és persistent, depenent dels fluxos de vent que hi hagi a la zona on s'han format els anthropocirrocumulus (aCc), les partícules que els formen es poden dispersar formant núvols amb textura fibrosa, anthropocirrus (aCi), o bé núvols de forma laminar i textura uniforme, anthropocirrostratus (aCs). La presència i persistència d'aquests tres gèneres d'antroponúvols alts és sovint prèvia a la presència dels núvols prefrontals d'una pertorbació que s'està aproximant. En alguns casos, quan el trànsit aeri d'una zona és elevat, els antroponúvols alts inhibeixen la formació de cirrus naturals, en captar el vapor d'aigua de l'ambient.

### Antroponúvols mitjos
La franja intermèdia de la troposfera és la part d'aquesta capa atmosfèrica que està menys afectada per l'activitat humana. Per una banda, està prou amunt per no rebre gairebé influències de les activitats industrials o agrícoles que es desenvolupen a la superfície terrestre. Per l'altra, els vols comercials i militars només la travessen durant el processos d'ascens i descens. A més d'aquesta reduïda influència de les activitats humanes a les capes mitjanes troposfèriques, dos dels gèneres de núvols mitjans, els nimbostratus i els altostratus, són núvols de grans dimensions que difícilment podrien ser originats de forma exclusiva per l'acció humana. Es considera, per tant, que les formes antròpiques d'aquests dos gèneres de núvols no existeixen. Sí que pot donar-se el cas que un nimbostratus o un altostratus formats per causes naturals rebin l'aportació del vapor d'aigua i nuclis de condensació amb la columna d'aire calent procedent d'alguna instal·lació com una central tèrmica o una indústria petroquímica. Aquest procés n'afavorirà el creixement i persistència però, en qualsevol cas, es tractarà de núvols originats inicialment per processos naturals.
L'únic gènere de núvols mitjans de tipus antròpic que es pot observar són els anthropoaltocumulus (aAc), núvols que s'originen per un procés semblant al dels anthropocirrocumulus (aCc), però en el context de deixants de condensació a les capes mitjanes de la troposfera.

### Antroponúvols baixos
La part baixa de la troposfera és la que rep més directament la influència de les activitats humanes que aporten vapor d'aigua, aire calent i nuclis de condensació, els tres ingredients que originen la formació de núvols.

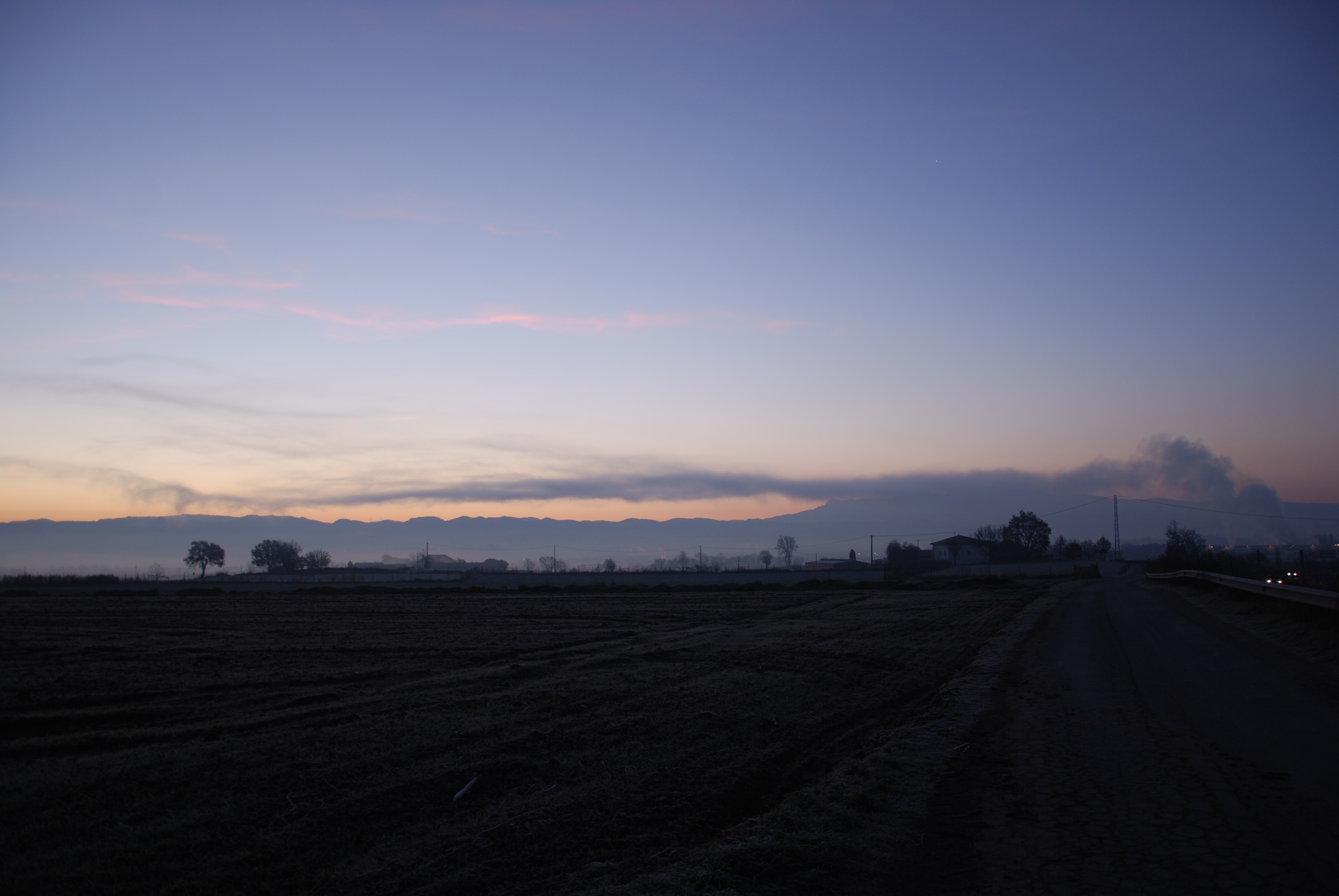
Anthropostratus (aSt) originat per una planta de tractament de llet a Gurb (febrer de 2011).

En situacions d'estabilitat és freqüent la formació de boires quan l'aire de les capes inferiors de la troposfera és prou humit. A vegades el contingut de vapor d'aigua d'aquest aire no és suficient per a la formació de capes de stratus de manera natural però l'aportació d'aire càlid i humit provinent d'alguna activitat humana afavoreix la formació de capes d'anthropostratus (aSt). Es tracta de boires d'origen antròpic.
Altres vegades l'aire càlid i humit procedent d'alguna planta energètica o indústria origina un corrent convectiu que en assolir el nivell de condensació forma un núvol antròpic d'aspecte cumuliforme més o menys desenvolupat que s'anomena anthropocumulus (aCu). També es poden observar amb certa freqüència anthropocumulus (aCu) de petites dimensions, damunt de les cúpules d'aire contaminat que es formen en situacions anticiclòniques sobre les ciutats o àrees industrials.

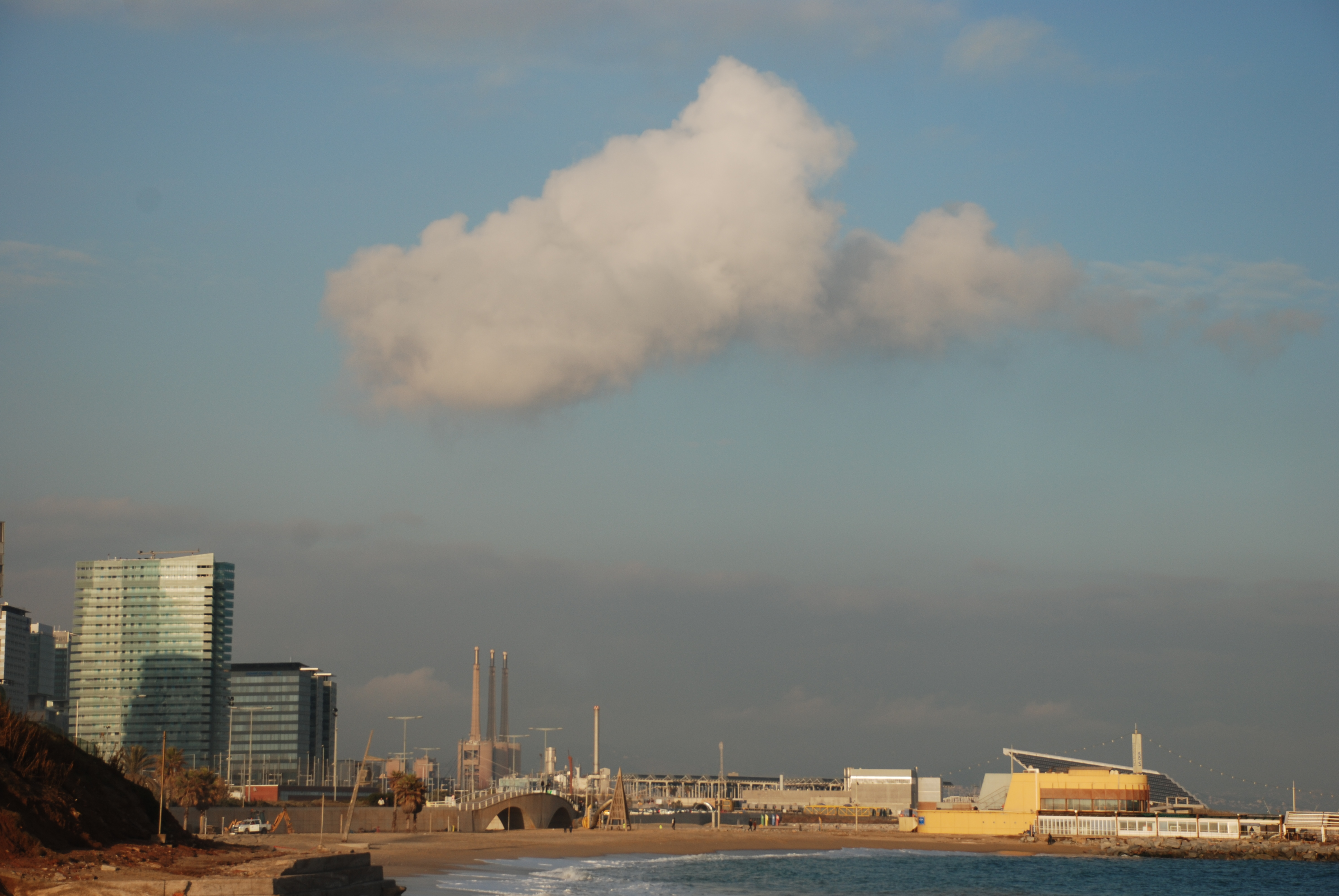
Anthropocúmulus (aCu) originat per l'activitat de la central tèrmica de Sant Adrià del Besós (desembre de 2008)

Els anthropostratocumulus (aSc) són núvols d'origen antròpic que poden formar-se tant en el context d'una boira formada per anthropostratus (aSt) en la qual es produeixi un cert ascens convectiu, com en el cas d'anthropocumulus (aCu) que s'estratifiquin.
Els cumulonimbes són núvols de dimensions tan grans que només excepcionalment poden ser generats de forma exclusiva per causes antròpiques. S'ha observat, per exemple, que grans incendis han originat inicialment pirocumulus, que s'han continuat desenvolupant fins a donar lloc a anthropocumulonimbus (aCb). En el cas dels cumulonimbes originats per causes naturals, les activitats humanes poden potenciar-ne el desenvolupament i persistència quan aquests núvols es desplacen sobre zones àmpliament humanitzades.

## Influència en el clima
La formació de núvols és un dels nombrosos processos atmosfèrics que es veu alterat per les activitats humanes. Hi ha alguns estudis realitzats sobre la importància i els efectes dels núvols alts de tipus antròpic (Penner, 1999; Minnis et al., 1999, 2003 i 2004; Marquart et al., 2002 i 2003; Stuber and Foster, 2006 i 2007), però no dels antroponúvols en general. En el cas d'anthropocirrus (aCi) procedents de contrails l'IPCC estima un forçament global radiatiu positiu de l'ordre de 0,01 Wm-2 i, per tant, una contribució a l'escalfament global. En prendre dades meteorològiques, l'ús de la nomenclatura que utilitza el prefix anthropo- per designar els núvols originats de forma exclusiva per activitats humanes permet diferenciar aquests núvols dels d'origen natural. L'acumulació i valoració d'aquestes dades farà possible en el futur obtenir dades fiables de la influència en termes globals dels antroponúvols en el clima del planeta.